# Transtorno obsessivo-compulsivo
A perturbação obsessiva-compulsiva (POC) (português europeu) ou transtorno obsessivo-compulsivo (TOC) (português brasileiro) é uma perturbação mental caracterizada por obsessões e compulsões. As obsessões são pensamentos, impulsos ou imagens recorrentes que provocam na pessoa ansiedade ou mal-estar. A pessoa sente a necessidade de ignorar ou suprimir a ansiedade causada por essas obsessões através de pensamentos, rotinas ou atividades repetitivas denominadas compulsões ou rituais. As obsessões mais comuns são o medo de contaminação por germes, sujidade ou produtos químicos, medo de contrair uma doença, medo de prejudicar outras pessoas de forma acidental ou intencional ou medo de cometer um erro grave. As compulsões mais comuns são lavar as mãos ou limpar compulsivamente para diminuir o medo de contaminação ou de contrair uma doença; confirmar repetidamente as coisas para diminuir o medo de prejudicar outrem ou de cometer um erro; e ordenar, organizar por determinada ordem, contar ou repetir compulsivamente nomes, frases ou rotinas para diminuir a ansiedade. Algumas pessoas têm dificuldade em deitar fora objetos. A maior parte dos adultos com POC está consciente que os comportamentos não fazem sentido. A condição está associada a tiques, perturbações de ansiedade e risco acrescido de suicídio.
Desconhece-se a causa da perturbação. Existem alguns indícios de componentes genéticos, dado que a condição é mais comum entre gémeos verdadeiros do que em gémeos falsos. Entre os fatores de risco estão antecedentes de abuso infantil ou outros acontecimentos capazes de induzir stresse psicológico. Há alguns casos documentados que ocorreram na sequência de infeções. O diagnóstico tem por base os sintomas e requer que sejam descartadas outras possíveis causas médicas ou relacionadas com o consumo de drogas. Para um diagnóstico de POC, o comportamento obsessivo e compulsivo tem de ser em tal grau que interfira negativamente o quotidiano da pessoa e a soma do tempo dispendido com compulsões deve ser superior a uma hora por dia. A gravidade da condição pode ser determinada com escalas de avaliação, como a escala de Yale-Brown (Y-BOCS). Entre outras perturbações que produzem sintomas semelhantes estão as perturbações de ansiedade, perturbação depressiva major, perturbações alimentares, tiques e perturbação de personalidade obsessivo-compulsiva.
O tratamento consiste em aconselhamento psiquiátrico, como terapia cognitivo-comportamental, e em alguns casos medicação, geralmente inibidores seletivos de recaptação de serotonina (ISRS). A terapia cognitivo-comportamental para a POC consiste em aumentar a exposição às causas do problema ao mesmo tempo que se tenta impedir a ocorrência do comportamento repetitivo. Porém, as técnicas de exposição são bastante controversas e variam muito de pessoa para pessoa. Em alguns casos expor a pessoa aos seus próprios gatilhos pode ser extremamente perigoso, e podem trazer sequelas físicas e emocionais bastante graves. Embora a clomipramina aparente ser tão eficaz como os ISRS, tem maior número de efeitos adversos. Em casos resistentes ao tratamento, os antipsicóticos atípicos podem ter utilidades quando administrados em associação com ISRS, embora estejam associados a um risco acrescido de efeitos adversos. Sem tratamento, a condição pode persistir durante décadas.
A perturbação obsessivo-compulsiva afeta cerca de 2.3% das pessoas em algum momento da vida. A incidência em determinado ano é de 1,2% e ocorre em qualquer parte do mundo. Metade das pessoas começa a manifestar sintomas antes dos vinte anos de idade. São raros os casos em que os sintomas se começam a manifestar depois dos trinta e cinco anos. A condição afeta homens e mulheres em igual proporção. O termo obsessivo–compulsivo é muitas vezes usado de maneira informal para descrever uma pessoa sem POC que seja excessivamente meticulosa, perfeccionista, absorta ou fixada em alguma coisa.

## Sintomas
Frequentemente as pessoas que sofrem por este transtorno escondem de amigos e familiares essas ideias e comportamentos, tanto por vergonha quanto por terem noção do absurdo das exigências autoimpostas. Muitas vezes desconhecem que esses problemas fazem parte de um quadro psicológico tratável e cada vez mais responsivo a medicamentos específicos e à psicoterapia. As obsessões tendem a aumentar a ansiedade da pessoa ao passo que a execução de compulsões a reduz. Porém, se uma pessoa resiste a realização de uma compulsão ou é impedida de fazê-la surge intensa ansiedade. A pessoa pode perceber que a obsessão é irracional e reconhecê-la como um produto de sua mente, experimentando tanto a obsessão quanto a compulsão como algo fora de seu controle e desejo, o que causa muito sofrimento. Pode ser um problema incapacitante porque as obsessões podem consumir tempo (muitas horas do dia) e interferirem significativamente na rotina normal do indivíduo, no seu trabalho, em atividades sociais ou relacionamentos com amigos e familiares. As obsessões não devem ser confundidas com delírios, visto que a grande parte dos pacientes tem a ciência de que seus pensamentos e ideias não estão de acordo com a realidade .

## Epidemiologia
Estudos epidemiológicos recentes, realizados em diferentes países, mostraram que o Transtorno obsessivo-compulsivo tem uma prevalência atual em torno de 1,0%. Em uma revisão sobre epidemiologia realizada por Torres e Lima (2005) apontou uma prevalência de 2,0 a 2,5% ao longo da vida.
Esses dados atuais são bastante diferentes dos dados publicados em meados do século XX, quando, por exemplo, Rudin (1953) relatou uma prevalência do Transtorno obsessivo-compulsivo em torno de 0,05%. Foi apenas na década de 1980 que outros estudos foram feitos, com instrumentos de avaliação estruturados e critérios diagnósticos específicos, e a prevalência do Transtorno obsessivo-compulsivo foi reavaliada. Por exemplo, no estudo epidemiológico americano Epidemiologic Catchment Area (ECA), nos Estados Unidos, a prevalência anual do Transtorno obsessivo-compulsivo foi de 1,5%, e ao longo da vida, de 2 a 3%. Os estudos de prevalência no Brasil ainda são insuficientes e pouco representativos. Uma prevalência de 0,9% e 0,5% entre homens e mulheres, respectivamente, foi encontrada em Brasília, e da mesma forma, de 1,7% e 2,7% em Porto Alegre. Andrade e colaboradores (2002) estimaram a prevalência ao longo da vida de 0,3% (0,3% em homens e 0,4% em mulheres).
A partir desses estudos com metodologia mais cuidadosa, foi possível demonstrar que o Transtorno obsessivo-compulsivo é um transtorno comum na população em geral, inclusive em crianças. Estima-se que um terço dessas taxas nos estudos sejam crianças e/ou adolescentes, e que cerca de 50% dos adultos com Transtorno obsessivo-compulsivo tenham apresentado o início do TOC na infância.
Referente à prevalência do Transtorno obsessivo-compulsivo nos diferentes sexos, a apresentação tem um perfil bimodal de acordo com a idade de início do quadro, sendo que o sexo masculino estaria mais associado ao início mais precoce dos sintomas e à presença de tiques. No estudo de Swedo e colaboradores (1989), mais de 70% da amostra de crianças com Transtorno obsessivo-compulsivo eram do sexo masculino. Este número praticamente se iguala com um aumento da incidência do sexo feminino na adolescência, chegando a uma proporção de 1:1 na idade adulta.
Assim sendo, de acordo com esses dados, o Transtorno obsessivo-compulsivo representa um transtorno de extrema importância para a saúde pública. Além de bastante frequente, o Transtorno obsessivo-compulsivo apresenta altas taxas de comorbidade com outros transtornos psiquiátricos. Em uma pesquisa recente avaliando 8.580 indivíduos, Torres e colaboradores (2006) encontraram 114 portadores de Transtorno obsessivo-compulsivo, e destes, 62% tinham alguma comorbidade. Essas taxas chegam a 89%.
Este perfil bimodal de distribuição das prevalências de Transtorno obsessivo-compulsivo, com dois picos distintos, sendo um na infância, com incidência maior no sexo masculino, e outro na adolescência, com incidência maior no sexo feminino (igualando a prevalência na idade adulta), reforçou a ideia de que o Transtorno obsessivo-compulsivo é um transtorno heterogêneo e que o início precoce do quadro poderia subdividir os pacientes em um subgrupo mais homogêneo.

## Características clínicas
O diagnóstico é clínico, ou seja com base nos sintomas do paciente.
De acordo com a quarta edição do Manual Diagnóstico e Estatístico da Associação Psiquiátrica da América (DSM-IV), o transtorno obsessivo-compulsivo é um transtorno crônico caracterizado pela presença de obsessões e/ou compulsões, que consomem ao menos uma hora por dia, e causam sofrimento ao paciente e/ou seus familiares. O Código Internacional de Doenças, da Organização Mundial de Saúde, 10a edição, CID-10 apresenta os mesmos critérios diagnósticos, exceto pelo fato de que o CID-10 exige que as obsessões e/ou compulsões estejam presentes na maioria dos dias por um período de no mínimo duas semanas. Tanto no DSM-IV quanto no CID-10 não existem diferenças nos critérios para o diagnóstico de crianças, adolescentes e adultos.
Obsessões podem ser definidas como ideias, imagens ou pensamentos que invadem a mente do indivíduo, independentemente da sua vontade. Causam incômodo, desconforto ou sofrimento para a pessoa, que embora perceba o seu caráter irracional, dificilmente tem sucesso em conseguir afastá-las. Algumas obsessões em casos mais sérios podem ser pensamentos e impulsos de fazer alguma atrocidade indesejável, como agredir crianças, atingir alguém com algo e quebrar objetos de valor, causando medo de que se possa perder o controle.
Compulsões podem ser definidas como comportamentos e/ou atos mentais repetitivos e estereotipados que o indivíduo é levado a executar voluntariamente para reduzir a ansiedade ou mal-estar causado por uma obsessão ou para prevenir algum evento temido. O indivíduo também reconhece o caráter irracional do comportamento, apesar de dificilmente conseguir evitar sua ocorrência.
Os temas das obsessões relatados pelos pacientes são variados, já que estas podem ser criadas a partir de qualquer substrato que possa aparecer na mente, sejam palavras, imagens, cenas, sons, preocupações e medos. Dessa forma, não existem limites para a variedade possível do conteúdo das obsessões. Apesar disso, alguns temas são considerados como mais frequentes, tais como: obsessões com temas de contaminação, de agressão, pensamentos religiosos, sexuais, obsessões com simetria e com colecionismo. As compulsões também podem variar bastante. Entre as mais frequentes, podemos citar: rituais de limpeza, de verificação, de repetição, de contagem, colecionismo e ordenação, e arranjo. Alguns exemplos de compulsões que muitas vezes são difíceis de serem identificadas são os rituais mentais e os comportamentos de evitação. Rituais mentais são atos mentais, ou rituais que se fazem internamente, "na cabeça", tais como rezar ou pensar um pensamento bom para anular um pensamento ruim. Comportamentos de evitação são realizados pelo paciente com o objetivo de não entrar em contato com o objeto ou situação temida. Por exemplo, o indivíduo evita tocar em lugares que considera sujos, ou evita olhar para lugares que possam desencadear obsessões.
O início dos sintomas pode ser agudo ou insidioso, não havendo um padrão de evolução determinado. O quadro do transtorno obsessivo-compulsivo frequentemente inicia-se apenas com uma obsessão e/ou compulsão, havendo posteriormente uma sobreposição dos sintomas.
O curso da doença tende a ser crônico, com baixas taxas de remissão completa, como demonstram estudos de seguimento. A presença de comorbidades costuma ser mais uma regra do que uma exceção. De acordo com o Epidemiologic Catchment Area – ECA, 75% dos portadores de transtorno obsessivo-compulsivo apresentam pelo menos um diagnóstico psiquiátrico associado.
A qualidade de vida dos portadores de transtorno obsessivo-compulsivo fica comprometida com o grau de sofrimento e a interferência que este causa, também pelo seu caráter crônico. Na literatura existem poucos estudos que avaliam a qualidade de vida dos portadores do transtorno obsessivo-compulsivo, com destaque o estudo de Hollander (1997), com 701 pacientes, o qual analisou a interferência do transtorno obsessivo-compulsivo em três áreas psicossociais. A baixa autoestima foi relatada por 92% da amostra, e 63% dos pacientes referiram melhora da qualidade de vida após o tratamento. Em uma revisão recente sobre qualidade de vida, Niederauer e colaboradores (2006) concluíram que estudos que avaliaram o impacto do transtorno obsessivo-compulsivo na qualidade de vida dos portadores, apontam para prejuízos significativos em diversos aspectos da vida, mas em especial nas relações sociais e familiares e no desempenho ocupacional.

## Tratamento
O tratamento deve ser individualizado, dependendo das características e da gravidade dos sintomas que o paciente apresenta. Em linhas gerais, contudo, utiliza-se a psicoterapia de orientação cognitivo-comportamental associada com tratamento farmacológico às vezes, em doses bem mais elevadas que as utilizadas no tratamento da depressão. Entre os fármacos preconizados, destacam-se os Inibidores da Recaptação de Serotonina (IRS), tanto os seletivos como os não seletivos. A Clomipramina é a droga padrão-ouro, e muitos Inibidores Seletivos da Recaptação da Serotonina (ISRS), como fluoxetina, sertralina, Escitalopram e paroxetina, são aprovados e utilizados com boa eficácia.

## Heterogeneidade do TOC
Atualmente, ambos os manuais de classificação diagnóstica — DSM-IV e CID-10 — abordam e descrevem o transtorno obsessivo-compulsivo como uma entidade única. Apesar disso, vários estudos apontam para o fato de que os sintomas são marcadamente diversos, e sua expressão clínica pode variar entre os pacientes, e até no mesmo portador ao longo dos anos. Esta variabilidade na expressão fenotípica reforça a ideia de que o transtorno obsessivo-compulsivo seja mesmo um transtorno heterogêneo, não apenas do ponto de vista clínico, mas também em relação aos fatores etiológicos e de resposta ao tratamento.
Já em 1970, os autores Robins e Guze propõem que o avanço no entendimento dos transtornos psiquiátricos é mais provável de ocorrer se trabalharmos com grupos mais homogêneos. Afirmam que:
| “ | Subgrupos de diagnósticos mais homogêneos fornecem a melhor base para estudos de etiologia, patogênese e tratamento. O papel da hereditariedade, interações familiares, inteligência, educação e fatores sociais são mais simplesmente, diretamente e confiavelmente estudados quando o subgrupo estudado é o mais homogêneo possível. | ” |

Essa heterogeneidade dificulta a interpretação dos resultados das pesquisas. Um possível caminho para superar esta dificuldade seria identificar componentes específicos do fenótipo, reforçando a necessidade da busca por subgrupos mais homogêneos de pacientes. A identificação de subgrupos mais homogêneos de pacientes com o transtorno e a correta identificação de fenótipos que sejam hereditários e válidos do ponto de vista genético, são etapas fundamentais e necessárias para se conseguir localizar e caracterizar os genes de susceptibilidade do transtorno obsessivo-compulsivo, assim como para identificar fatores de risco e de proteção, e o desenvolvimento de estratégias mais eficazes de tratamento.
A heterogeneidade do transtorno obsessivo-compulsivo é reconhecida desde sua descrição mais antiga pelos clínicos. Como citado por Hantouche e Lancrenon (1996) e Mataix-Cols (2006), em 1866 Falret já dividia a síndrome em dois subtipos: folie du doute e délire du toucher. Outros autores propuseram subdividir o transtorno obsessivo-compulsivo em classificações de subgrupos mais homogêneos e mutuamente exclusivos: início precoce versus início tardio dos sintomas associado à presença de tiques versus não tiques (Pauls e cols., 1986); lavadores versus verificadores; impulsivos versus não impulsivos; infecção por estreptococo versus não infecção; sexo masculino versus sexo feminino; colecionadores versus não colecionadores, entre outros. De todos os subgrupos estudados, os de pacientes com transtorno obsessivo-compulsivo de início precoce dos sintomas e o transtorno obsessivo-compulsivo associado à presença de tiques são os que têm recebido bastante atenção na literatura e são foco do presente estudo.
As tentativas de subdivisão do fenótipo de transtorno obsessivo-compulsivo poderiam ser agrupadas em abordagens categoriais e abordagens dimensionais.

### Abordagem dimensional
Abordagens dimensionais têm sido utilizadas para caracterizar com mais precisão as diferenças clínicas encontradas entre os pacientes. O objetivo desta abordagem é a identificação de dimensões de sintomas obsessivo-compulsivos. Além do transtorno obsessivo-compulsivo, outros transtornos também têm se beneficiado com esta abordagem, como por exemplo, transtornos do humor, transtornos alimentares, síndrome de Tourette, transtornos de aprendizagem (Grigorento e cols., 1997) e esquizofrenia.
A abordagem dimensional dos sintomas foi descrita em mais de 20 estudos até o momento, envolvendo mais de 3 000 pacientes na área do transtorno obsessivo-compulsivo; o primeiro estudo foi realizado por Baer, em 1994. Os resultados encontrados em várias análises fatoriais realizadas até o momento descreveram de três a cinco dimensões de sintomas, que chegaram a explicar 70% da variância. A consistência destas dimensões é considerável, mesmo que os instrumentos utilizados para avaliar os sintomas tenham sido diferentes. Além disso, as dimensões de fatores encontrados são semelhantes em adultos e crianças. A abordagem dimensional ganhou amplo espaço na literatura para avançar no conhecimento que a abordagem categorial tem trazido. De todos os estudos, os fatores já bem replicados são: contaminação/lavagem; ordem/simetria e colecionismo.
De acordo com Leckman (2006), dados preliminares indicam que a abordagem dimensional dos sintomas pode ter um valor heurístico para estudos genéticos, de neuroimagem e de resposta ao tratamento, além de sua importância para a clínica. No transtorno obsessivo-compulsivo, os estudos genéticos têm reportado que o uso da abordagem dimensional pode trazer pistas importantes para detectar os genes de vulnerabilidade que podem contribuir para a apresentação heterogênea do transtorno. Uma implicação direta na vida do paciente é que cada vez mais, pesquisadores e clínicos, estão desenvolvendo tratamentos específicos para cada tipo de dimensão.
Alguns pontos são importantes para serem discutidos dentro da abordagem dimensional: a maioria dos estudos que investigaram dimensões ou fatores foi conduzida baseada em categorias de sintomas, especialmente pela escala Y-BOCS, e por meio de recursos estatísticos, chegaram-se às dimensões descritas acima. A análise fatorial é a técnica mais utilizada para a obtenção destes fatores e baseia-se em técnicas "arbitrárias". Além disso, os instrumentos utilizados para estas análises não foram desenvolvidos para medir a quantificação dos sintomas, pois se baseiam em categorias, a priori. Outra questão importante refere-se às amostras a partir das quais foram realizadas estas análises fatoriais: eram muito pequenas para se trabalhar com esta abordagem estatística, o que limita bastante os resultados encontrados. Também vale apontar que apenas um estudo dentre vários que investigaram os fatores, utilizou-se dos itens contidos em "miscelânea", e assim, importantes sintomas (exemplo "superstições" ou "dúvidas obsessivas"), são também subestimados na composição dos mesmos.
Embora estes pontos sejam importantes para serem refletidos, os resultados encontrados nos estudos com abordagem dimensional foram replicados em diferentes amostras e têm demonstrado estabilidade ao longo do tempo.
Outros estudos se aprofundaram no tema e trouxeram contribuições importantes. Por exemplo, estudos genéticos familiares também investigaram dimensões de sintomas. O primeiro estudo familiar foi realizado por Alsobrook e colaboradores (1999) e encontrou familiares de probandos com escores altos nas dimensões de simetria/ordem com maior risco de desenvolver transtorno obsessivo-compulsivo. Em 2005, Hanna e colaboradores replicaram este achado encontrando 45% dos familiares dos probandos com sintomas de simetria/ordem com diagnóstico de transtorno obsessivo-compulsivo ou transtorno obsessivo-compulsivo subclínico. Com relação à resposta ao tratamento, escores altos na dimensão de colecionismo foram associados à pior resposta a inibidores seletivos de recaptação de serotonina (ISRS), terapia cognitivo-comportamental (TCC) e ISRS + TCC comparado a outras dimensões Erzegovezi e cols., 2001. Escores altos na dimensão sexual/religioso foram também associados com a pior resposta à combinação de terapia cognitivo-comportamental mais inibidores seletivos de recaptação de serotonina no estudo de Alonso e colaboradores (2001), e pior resposta a terapia cognitivo-comportamental. Esta dimensão também se mostrou mais saliente nos pacientes com transtorno obsessivo-compulsivo refratário a todos os tratamentos convencionais.
Desta forma, a abordagem dimensional dos sintomas pode contribuir com a investigação de transtornos heterogêneos, como é o caso do transtorno obsessivo-compulsivo.

### Abordagem categorial
Apesar de a abordagem dimensional ser bastante promissora, os estudos com esta abordagem ainda não têm o embasamento científico das abordagens categoriais tentando subdividir pacientes com transtorno obsessivo-compulsivo de acordo com a idade de início dos sintomas e a presença de tiques. A abordagem categorial propõe a identificação de subgrupos específicos de pacientes com transtorno obsessivo-compulsivo, mutuamente excludentes. A partir da abordagem categorial, alguns subgrupos de pacientes com transtorno obsessivo-compulsivo têm apresentado resultados relativamente consistentes nos estudos, com características clínicas e fenomenológicas apresentando associação com maior risco familiar. Dentre estas, pode-se citar o subgrupo de início precoce de sintomas e o subgrupo de transtorno obsessivo-compulsivo associado a transtornos de tiques.

## Etiologia
A etiologia (causas) do TOC ainda é desconhecida. O TOC é provavelmente resultante de fatores causais diferentes. Algumas formas de TOC são familiares e podem estar associadas a uma predisposição genética. Outras se apresentam como casos esporádicos. Entre os casos familiares, parte parece estar relacionada aos transtornos de tiques, como por exemplo a Síndrome de Tourette (ST). O TOC de início precoce está associado com uma preponderância masculina e um risco aumentado de transtornos de tiques.
Estudos neuroquímicos (com mensageiros químicos que transmitem os impulsos nervosos) têm implicado neurotransmissores conhecidos como monoaminas e neuropeptídeos na fisiopatologia (mecanismo que estabelece a doença) do TOC, ST, e doenças relacionadas. A principal evidência disponível relaciona-se com a eficácia bem estabelecida dos Inibidores Seletivos de Recaptação da Serotonina (ISRS) no tratamento do TOC. A dopamina (outro neurotransmissor) e substâncias conhecidas como opioides também têm sido implicados. Recentemente, surgiu a hipótese do excesso de atividade de um sistema cerebral envolvendo o hormônio ocitocina (OT) em pacientes com TOC sem tiques. Especula-se que pacientes com TOC associado à OT podem ser mais responsivos aos ISRS do que os pacientes com TOC associado a tiques.
Levando-se em conta os diversos estudos de neuroimagem (tomografia e ressonância magnética), observa-se um padrão de ativação cerebral no TOC que sugere disfunção de um circuito neural que inclui as seguintes estruturas cerebrais: córtex órbito frontal, núcleo estriado, córtex anterior do cíngulo e tálamo. Assim, o funcionamento anômalo de um circuito que envolve os gânglios da base (caudado), o tálamo e o córtex frontal (região órbito frontal), tem sido sugerido como importante na fisipatologia do TOC.
Existem diversas teorias para explicar o envolvimento desse circuito. Interessantemente, um grupo da Califórnia liderado por Lewis Baxter, acreditam que os circuitos cortico-estriato-tálamo-corticais evoluíram nas diversas espécies animais, no sentido de direcionar a atenção para as ações necessárias (por exemplo, diante de ameaças), e depois desencadear atitudes para a sua preservação até o perigo ser considerado como passado. Nesse sentido, sugerem que um déficit no funcionamento do núcleo caudado levaria a uma filtragem (repressão) inadequada de preocupações (pensamentos violentos ou medos de contaminação) originadas no córtex órbito frontal. A ausência de inibição desses pensamentos pelo caudado teria um papel de reforçar a importância daquela preocupação indevida, provocando então a necessidade do córtex órbito frontal desencadear uma ação adaptativa: as compulsões.

## TOC com idade de início precoce dos sintomas

TOC para cada 100.000 habitantes em 2002.
sem dados
inferior a 45
45-52.5
52.5-60
60-67.5
67.5-75
75-82.5
82.5-90
90-97.5
97.5-105
105-112.5
112.5-120
superior a 120

Como já descrito acima, o perfil bimodal de prevalência do transtorno obsessivo-compulsivo de acordo com o sexo e idade de início dos sintomas reforçou a ideia de que o transtorno obsessivo-compulsivo de início precoce poderia representar um subgrupo distinto de pacientes.
É importante ressaltar que não existe consenso na literatura acerca de qual a idade que poderia ser considerada "início precoce" dos sintomas. Alguns autores propõem diferentes limiares para estudos clínicos, genéticos, neurobiológicos e de resposta ao tratamento. Alguns consideram precoce a idade inferior a sete anos,; dez anos outros anterior a 15 anos e ainda anterior a 18 anos.
Outra controvérsia refere-se à própria definição de idade de início. Em alguns estudos considera-se como idade de início a idade em que o paciente ou familiar percebe pela primeira vez qualquer sintomas. Outros consideram idade de início quando o paciente apresenta prejuízo ou sofrimento significativo associado ao sintomas.
Rosário-Campos (1998) investigou a hipótese de que a idade de início dos sintomas seria uma característica determinante para a formação de um subgrupo de pacientes distintos, independentemente da idade na data da entrevista ou da presença de comorbidade com tiques. Desta forma, foram avaliadas as características clínicas e psicopatológicas de 42 pacientes adultos ambulatoriais. Estes foram divididos em dois grupos, de acordo com a idade de início dos sintomas, sendo considerado início precoce se anterior aos 11 anos e início tardio a partir dos 17 anos.
Foram encontrados os seguintes resultados:
- Aumento na frequência de tiques e/ou ST entre os pacientes de início precoce (48%) em relação ao grupo de início tardio (grupo de início tardio);
- Idade média do início das compulsões menor que a idade média do início das obsessões (7,8± 1,6 comparado com 9,3± 3,6). No grupo de início tardio não houve esta diferença, com idades médias para obsessões e compulsões praticamente iguais (23,9 e 24,0);
- Média de pontos na Y-BOCS mais alta no início precoce (30,3) do que no grupo de início tardio (26,6);
- Aumento de frequência de fenômenos sensoriais precedendo ou acompanhando as compulsões no início precoce;
- Aumento na média de comorbidades no início precoce (3,0) do que no grupo de início tardio (1,8);
- Diferenças estatisticamente significantes entre os dois grupos para obsessões e compulsões de colecionismo (p=0,05), compulsões de repetição (p=0,05) e compulsões do tipo tic-like;
- Resposta significativamente pior no início precoce ao tratamento de curto prazo com clomipramina em relação ao grupo de início tardio.

Nesta mesma linha de investigação, Diniz e colaboradores (2004) estudaram a associação entre idade de início e duração dos sintomas com comorbidades. Foi encontrado que idade de início precoce dos sintomas estava associada a transtornos de tiques, enquanto a duração da doença estava associada a comorbidades como o transtorno depressivo e fobia social. Novamente os dados evidenciam que o subgrupo de início precoce dos sintomas apresenta características distintas.
Atualmente, encontram-se na literatura vários estudos que reforçam a especificidade deste subgrupo. Algumas dessas características fenotípicas estão resumidas na tabela a seguir:
| Características clínicas mais frequentemente encontradas em pacientes com TOC de idade de início precoce dos sintomas \| Características fenotípicas TOC de início precoce dos sintomas \| Estudos \| \| --------------------------------------------------------------------------- \| ----------------------------------------------------------------------------------------------------------------------------------------------------------------------------------------------------------------------------------------- \| \| Predominância do sexo masculino \| Zohar e cols., 1997; Geller e cols., 1998;[67] Tukel e cols., 2005[74] \| \| Maior número de comorbidades \| Geller e cols., 1996 \| \| Maior frequência de transtornos de tiques \| Swedo e cols., 1989, 1992; Zohar e cols., 1992; Hanna e cols., 1995; Leonard e cols., 1995; Miguel e cols., 2001; Rosário-Campos e cols., 2001; Delorme e cols., 2004; Hemmings e cols., 2004; Chabane e cols., 2005; Morer e cols., 2006 \| \| Maior frequência de compulsões do tipo tic-like \| Riddle e cols., 1990; Rosário-Campos e cols., 2001 \| \| Maior gravidade dos sintomas \| Rosário-Campos e cols., 2001; Miguel e cols., 2001; Fontenelle e cols., 2003. \| \| Maior número de compulsões do que de obsessões \| Honjo e cols., 1989; Rettew e cols., 1992; Millet e cols., 2004; Morer e cols., 2006 \| \| Maior número de obsessões e compulsões \| Sobin e cols., 2000; Fontenelle e cols., 2003; Millet e cols., 2004 \| \| Maior frequência de fenômenos sensoriais \| Miguel e cols., 1995, 1997, 2000; Geller e cols., 1998; Rosário- Campos e cols., 2001 \| \| Maior proporção de obsessões somáticas, com simetria e medos supersticiosos \| Sobin e cols., 2000 \| \| Maior proporção de compulsões de limpeza, contagem, tocar/esfregar \| Sobin e cols., 2000 \| | Características clínicas mais frequentemente encontradas em pacientes com TOC de idade de início precoce dos sintomas \| Características fenotípicas TOC de início precoce dos sintomas \| Estudos \| \| --------------------------------------------------------------------------- \| ----------------------------------------------------------------------------------------------------------------------------------------------------------------------------------------------------------------------------------------- \| \| Predominância do sexo masculino \| Zohar e cols., 1997; Geller e cols., 1998;[67] Tukel e cols., 2005[74] \| \| Maior número de comorbidades \| Geller e cols., 1996 \| \| Maior frequência de transtornos de tiques \| Swedo e cols., 1989, 1992; Zohar e cols., 1992; Hanna e cols., 1995; Leonard e cols., 1995; Miguel e cols., 2001; Rosário-Campos e cols., 2001; Delorme e cols., 2004; Hemmings e cols., 2004; Chabane e cols., 2005; Morer e cols., 2006 \| \| Maior frequência de compulsões do tipo tic-like \| Riddle e cols., 1990; Rosário-Campos e cols., 2001 \| \| Maior gravidade dos sintomas \| Rosário-Campos e cols., 2001; Miguel e cols., 2001; Fontenelle e cols., 2003. \| \| Maior número de compulsões do que de obsessões \| Honjo e cols., 1989; Rettew e cols., 1992; Millet e cols., 2004; Morer e cols., 2006 \| \| Maior número de obsessões e compulsões \| Sobin e cols., 2000; Fontenelle e cols., 2003; Millet e cols., 2004 \| \| Maior frequência de fenômenos sensoriais \| Miguel e cols., 1995, 1997, 2000; Geller e cols., 1998; Rosário- Campos e cols., 2001 \| \| Maior proporção de obsessões somáticas, com simetria e medos supersticiosos \| Sobin e cols., 2000 \| \| Maior proporção de compulsões de limpeza, contagem, tocar/esfregar \| Sobin e cols., 2000 \| |
| Características fenotípicas TOC de início precoce dos sintomas | Estudos |
| --- | --- |
| Predominância do sexo masculino | Zohar e cols., 1997; Geller e cols., 1998; Tukel e cols., 2005 |
| Maior número de comorbidades | Geller e cols., 1996 |
| Maior frequência de transtornos de tiques | Swedo e cols., 1989, 1992; Zohar e cols., 1992; Hanna e cols., 1995; Leonard e cols., 1995; Miguel e cols., 2001; Rosário-Campos e cols., 2001; Delorme e cols., 2004; Hemmings e cols., 2004; Chabane e cols., 2005; Morer e cols., 2006 |
| Maior frequência de compulsões do tipo tic-like | Riddle e cols., 1990; Rosário-Campos e cols., 2001 |
| Maior gravidade dos sintomas | Rosário-Campos e cols., 2001; Miguel e cols., 2001; Fontenelle e cols., 2003. |
| Maior número de compulsões do que de obsessões | Honjo e cols., 1989; Rettew e cols., 1992; Millet e cols., 2004; Morer e cols., 2006 |
| Maior número de obsessões e compulsões | Sobin e cols., 2000; Fontenelle e cols., 2003; Millet e cols., 2004 |
| Maior frequência de fenômenos sensoriais | Miguel e cols., 1995, 1997, 2000; Geller e cols., 1998; Rosário- Campos e cols., 2001 |
| Maior proporção de obsessões somáticas, com simetria e medos supersticiosos | Sobin e cols., 2000 |
| Maior proporção de compulsões de limpeza, contagem, tocar/esfregar | Sobin e cols., 2000 |

Outros estudos que reforçam a hipótese do TOC de início precoce representar um subgrupo específico de pacientes com TOC são os estudos genéticos nos quais se encontram frequências aumentadas de TOC e SOC nos parentes de primeiro grau de crianças com o diagnóstico de TOC, quando comparados com as frequências na população em geral e em familiares de pacientes com início dos SOC após a puberdade; Gonzalez, 2003; Rosário-Campos e cols., 2005.
É importante ressaltar que os estudos genéticos também têm reforçado a hipótese da associação entre TOC e os transtornos de tiques; tanto estudos familiares de pacientes com tiques relatam frequências aumentadas de SOC e TOC em familiares, quanto os estudos de famílias com TOC relataram taxas aumentadas de tiques nos familiares. Nesses estudos, formas subclínicas do quadro também foram transmitidas e o início precoce dos SOC nos probandos também aumentava o risco de tiques e/ou ST em seus familiares de primeiro grau.
Esses achados sugerem que ao menos um subgrupo de pacientes com TOC teria associação clínica e genética com tiques, e isto reforçou ainda mais a hipótese do subtipo TOC associado a tiques, descrito a seguir.

## TOC associado a tiques
Estudos familiares, estudos com gêmeos e estudos moleculares apontam para a importância dos fatores genéticos na etiologia do Transtorno obsessivo-compulsivo e síndrome Tourette (Mercadante e cols., 2004). Um possível subgrupo de Transtorno obsessivo-compulsivo baseia-se em evidências de que algumas formas do transtorno são associadas aos tiques ou síndrome Tourette. Este subgrupo é bastante estudado atualmente e diferentes estudos demonstram que este subgrupo exibe características clínicas específicas quando comparado a pacientes com Transtorno obsessivo-compulsivo sem tiques.
A seguir, uma breve descrição sobre transtornos de tiques:
De acordo com o DSM-IV, os transtornos de tiques compreendem o transtorno de tiques transitórios; o transtorno de tiques motores ou vocais crônicos; e o transtorno de tiques motores e vocais crônicos, conhecido como síndrome de Gilles de la Tourette (síndrome Tourette); além de uma categoria residual chamada de transtorno de tiques sem outra especificação. É necessário que os tiques causem comprometimento no funcionamento familiar, social, escolar ou profissional. Os transtornos de tiques, semelhante ao Transtorno obsessivo-compulsivo, acometem os indivíduos independentemente de raça, religião, estado civil, nível sócio-econômico e nacionalidade. Em 1993, Apter e colaboradores encontraram uma taxa de síndrome Tourette de 4,5 por 10 000 adolescentes, lembrando que esses números podem não refletir a realidade já que nos casos leves ou moderados do transtorno os pacientes não procuram por atendimento médico. Hornse e colaboradores (2001) encontraram uma prevalência de 1,85% de síndrome Tourette em escolares de 13 e 14 anos.
Os tiques são movimentos, sons ou vocalizações repetitivos, abruptos e estereotipados que envolvem grupos musculares distintos. São caracterizados pelos clínicos pela sua localização anatômica, número, frequência, intensidade e complexidade. A intensidade de um tique pode ser expressa pela força com que é realizado e assim chamar mais ou menos atenção. Já a complexidade refere-se a quão simples o movimento ou som é feito, variando de breve, sem significado, fragmento abrupto (tique simples), até movimento ou vocalização maior e aparentemente com um maior significado (tique complexo). Estes elementos foram incorporados em escalas de avaliações clínicas as quais mostram proficuidade no monitoramento da gravidade dos tiques.
A síndrome de Tourette é caracterizada pela presença de múltiplos tiques motores e no mínimo um tique vocal, com início antes dos 18 anos e duração mínima de um ano. Os tiques não podem estar ausentes por mais de três meses consecutivos. Alguns exemplos de tiques motores são: piscar os olhos, chacoalhar os ombros e balançar a cabeça (tiques simples); expressões faciais envolvendo mais de um grupo muscular, movimentos com o tronco ou região do quadril parecendo ter um propósito (tiques complexos). Os tiques complexos podem ser intencionais, como, por exemplo, tocar em um objeto, ou não intencionais, como chutar com as pernas de forma repetitiva (The Tourette Syndrome Classification Study Group, 1993). Exemplos de tiques vocais são: tossir, pigarrear, fungar, assoviar (tiques simples); repetir sílabas, falar palavras obscenas, ecolalia, palilalia (tiques complexos).
Tiques motores têm início usualmente entre as idades de três a oito anos com períodos transitórios de piscar de olhos intenso e alguns outros tiques faciais. Já os tiques vocais podem aparecer com três anos de idade, mas tipicamente começam após o início dos tiques motores (Leckman e cols., 1998). Em muitos casos, a gravidade dos tiques atinge um pico na segunda década de vida e apresenta uma marcada redução por volta dos 19 ou 20 anos. Entretanto, nos casos mais graves de síndrome Tourette, os sintomas permanecem até a idade adulta. Em casos extremos da doença os tiques envolvem movimentos de automutilação, gritos, gestos e falas obscenas que acabam por trazer uma interferência muito grande para o indivíduo nas suas relações sociais. Os tiques podem ser realizados sem que a pessoa os perceba, ou podem ser realizados no intuito de aliviar sensações físicas ou mentais desagradáveis, conhecidas como fenômenos sensoriais. De 50 a 90% dos indivíduos com tiques ou síndrome Tourette apresentam sintomas de transtorno do déficit de atenção com hiperatividade, transtorno de oposição desafiante e transtorno de conduta. A associação com o Transtorno obsessivo-compulsivo também é bastante frequente, conforme descrito na abaixo.
Voltando para as evidências da associação entre Transtorno obsessivo-compulsivo e tiques, esta já foi descrita há bastante tempo. Charcot foi o primeiro a considerar alguns comportamentos obsessivo-compulsivos como parte dos transtornos de tiques. Itard, em 1825, descreveu o primeiro caso que apresentou a combinação entre tiques motores e vocais com pensamentos obsessivos. Em 1885, Gilles de la Tourette descreveu uma paciente que também apresentava a associação de tiques motores e vocais com alguns pensamentos obsessivos.
Nas últimas duas décadas, alguns estudos mostraram a sobreposição do Transtorno obsessivo-compulsivo ou sintomas transtorno obsessivo-compulsivo com tiques. Leckman e colaboradores (1994) relataram que 23% dos pacientes com síndrome Tourette tinham também o diagnóstico de Transtorno obsessivo-compulsivo e 46% apresentavam sintomas transtorno obsessivo-compulsivo. Similarmente, pacientes com Transtorno obsessivo-compulsivo apresentaram frequência de tiques variando entre 7 e 37%. É importante lembrar que a prevalência da síndrome Tourette é estimada em 1% e de tiques entre 1% e 13%.
No ano de 2005, Mansueto e Keuler propuseram uma terminologia para pacientes que apresentam tanto sintomas do Transtorno obsessivo-compulsivo quanto tiques: "Tourettic OCD". A colocação é feita em cima de evidências de que, embora sejam entidades distintas conforme manuais de classificação (DSM-IV), a coocorrência destes transtornos e os resultados de estudos familiares genéticos desafiam a atual categoria em que se encontram. Na prática clínica, a distinção entre tiques e compulsões nem sempre é uma tarefa fácil (exemplo: um tique motor complexo pode ser indistinguível de uma compulsão). Os autores defendem que a utilização do termo "Tourettic OCD" diminui algumas dificuldades encontradas na prática clínica com relação às escolhas terapêuticas de tratamento. Esta denominação surgiu a partir da observação de características fenomenológicas similares entre os transtornos (Leckman, 1993), e da alta comorbidade entre Transtorno obsessivo-compulsivo e síndrome Tourette: de 20% a 60% dos pacientes com síndrome Tourette apresentam algum sintomas. Em estudos com Transtorno obsessivo-compulsivo, foram encontrados tiques em mais de 50% da amostra infantil e 15% de síndrome Tourette. Além disso, estudos genéticos dão suporte para esta associação, com hipóteses de possíveis substratos neurobiológicos em comum.
Reforçando a hipótese de associação entre TOC e tiques, os estudos genéticos sugerem que pelo menos algumas formas de TOC estão etiologicamente relacionadas com a síndrome Tourette e devem, portanto, ser uma expressão variante dos mesmos fatores etiológicos que são importantes na expressão dos tiques,. Por exemplo, estudos apontam para índices mais altos de TOC e sintomas de TOC em familiares de pacientes com síndrome Tourette e também frequências maiores de síndrome Tourette e tiques em familiares de primeiro grau de pacientes com TOC. A sobreposição entre TOC de início precoce e transtorno de tiques sugere que ambos possam ser subtipos com uma etiologia comum.
A partir das evidências da associação entre TOC e tiques, nosso grupo procurou investigar características psicopatológicas e de comorbidades que pudessem diferenciar os pacientes com TOC sem síndrome Tourette, TOC com síndrome Tourette e síndrome Tourette sem TOC. A característica fenotípica que melhor diferenciava os pacientes com TOC associado com a síndrome Tourette e TOC sem síndrome Tourette era a presença de fenômenos sensoriais que ocorriam antes ou durante a realização dos comportamentos repetitivos. A partir destes achados, nosso grupo se empenhou em descrever e definir com mais precisão estes fenômenos ditos sensoriais, para então investigar a hipótese de que os fenômenos sensoriais seriam mais frequentemente relatados em pacientes com síndrome Tourette e TOC associado à síndrome Tourette, quando comparados a pacientes com o diagnóstico de TOC sem síndrome Tourette. Para esta investigação, foi elaborada a "Entrevista sobre comportamentos repetitivos USP-Harvard". Devido à necessidade de um entrevistador muito especializado e o tempo longo necessário para aplicação da entrevista foi realizada uma versão reduzida da escala, chamada USP-SPS, e sua validação é objeto de estudo em nosso grupo. Portanto, a presença de fenômenos sensoriais que precedem ou acompanham os comportamentos repetitivos em pacientes com TOC e tiques sugere a hipótese de este ser outro subgrupo do TOC com características fenotípicas distintas.
Os fenômenos sensoriais foram inicialmente descritos em pacientes com transtornos de tiques, mas sabe-se que podem estar presentes também em pacientes com TOC, mesmo que os tiques não estejam associados. Eles são definidos como sensações, sentimentos ou percepções desconfortáveis que precedem ou acompanham a realização dos comportamentos repetitivos. Esses fenômenos podem ser divididos em dois tipos: sensações físicas (focais ou generalizadas) ou mentais. As sensações físicas podem ser táteis, músculoesqueléticas ou viscerais, dependendo da sua localização (pele, músculo ou órgãos internos). Já as sensações mentais são descritas como sensações generalizadas e desconfortáveis e podem ser agrupadas em quatro tipos principais.
1. percepções de "estar em ordem" ou just-right;
2. sensação de incompletude;
3. necessidade de "ter que";
4. sensação de energia interna.

Ainda em nosso grupo, Diniz e colaboradores (2005), investigaram as possíveis diferenças entre TOC sem tiques, TOC + síndrome Tourette e TOC + transtorno de tiques motores ou vocais crônico (TMVC) em uma amostra de 159 pacientes. Os resultados sugeriram que o grupo do TOC + transtorno de tiques motores ou vocais crônico possa apresentar um fenótipo intermediário entre TOC puro e TOC + síndrome Tourette. Os pacientes com TOC + TMVC tiveram algumas características mais parecidas com TOC + síndrome Tourette e mais frequentes do que TOC sem tiques: frequência de sons intrusivos, comportamentos repetitivos, contagem e compulsões do tipo tic-like. Os achados deste estudo reforçam ainda mais que o TOC ligado a tiques seja um subgrupo distinto, com características específicas dentro do macro-fenótipo do TOC.
| Características clínicas mais frequentemente encontradas em pacientes com TOC associado a tiques e/ou ST \| Características fenotípicas do TOC associado a tiques e/ou ST \| Estudos \| \| ---------------------------------------------------------------------------------------------------------------------------------------------------------------------------------- \| ------------------------------------------------------------------------------------------------------------------------------------------------------------------------------------ \| \| Predominância do sexo masculino \| Holzer e cols., 1994; Leckman e cols., 1995 \| \| Início mais precoce dos sintomas obsessivo-compulsivo \| Holzer e cols., 1994; Leckman e cols., 1995; Miguel e cols., 1997; Rosário-Campos e cols., 2001 \| \| Maior freqüência de fenômenos sensoriais \| Leckman e cols., 1994; Miguel e cols., 1995, 1997, 2000 \| \| Obsessões com temas sexuais e de agressão, colecionamento, rituais de contagem e simetria \| Rasmussen e cols., 1986; Pitman, 1987; George e cols., 1993; Baer, 1994; Holzer e cols., 1994; Petter e cols., 1998; Leckman e cols., 1995; Eapen e cols., 1997; Zohar e cols., 1997 \| \| Maior frequência de compulsões do tipo tic-like \| George e cols., 1993; Holzer e cols., 1994; Leckman e cols., 1994, 1995, 1997; Miguel e cols., 1997; Eapen e cols., 1997; Petter e cols., 1998; Diniz e cols., 2006 \| \| Maior carga genética \| Rosário-Campos e cols., 2005; \| \| Maior número e variedade de sintomas obsessivo-compulsivo \| Miguel e cols., 1997 \| \| Maior comorbidade com tricotilomania, transtorno dismórfico corporal, transtorno bipolar, transtorno do déficit de atenção com hiperatividade, fobia social e abuso de substâncias \| Coffey e cols., 1998; Diniz e cols., 2004 \| | Características clínicas mais frequentemente encontradas em pacientes com TOC associado a tiques e/ou ST \| Características fenotípicas do TOC associado a tiques e/ou ST \| Estudos \| \| ---------------------------------------------------------------------------------------------------------------------------------------------------------------------------------- \| ------------------------------------------------------------------------------------------------------------------------------------------------------------------------------------ \| \| Predominância do sexo masculino \| Holzer e cols., 1994; Leckman e cols., 1995 \| \| Início mais precoce dos sintomas obsessivo-compulsivo \| Holzer e cols., 1994; Leckman e cols., 1995; Miguel e cols., 1997; Rosário-Campos e cols., 2001 \| \| Maior freqüência de fenômenos sensoriais \| Leckman e cols., 1994; Miguel e cols., 1995, 1997, 2000 \| \| Obsessões com temas sexuais e de agressão, colecionamento, rituais de contagem e simetria \| Rasmussen e cols., 1986; Pitman, 1987; George e cols., 1993; Baer, 1994; Holzer e cols., 1994; Petter e cols., 1998; Leckman e cols., 1995; Eapen e cols., 1997; Zohar e cols., 1997 \| \| Maior frequência de compulsões do tipo tic-like \| George e cols., 1993; Holzer e cols., 1994; Leckman e cols., 1994, 1995, 1997; Miguel e cols., 1997; Eapen e cols., 1997; Petter e cols., 1998; Diniz e cols., 2006 \| \| Maior carga genética \| Rosário-Campos e cols., 2005; \| \| Maior número e variedade de sintomas obsessivo-compulsivo \| Miguel e cols., 1997 \| \| Maior comorbidade com tricotilomania, transtorno dismórfico corporal, transtorno bipolar, transtorno do déficit de atenção com hiperatividade, fobia social e abuso de substâncias \| Coffey e cols., 1998; Diniz e cols., 2004 \| |
| Características fenotípicas do TOC associado a tiques e/ou ST | Estudos |
| --- | --- |
| Predominância do sexo masculino | Holzer e cols., 1994; Leckman e cols., 1995 |
| Início mais precoce dos sintomas obsessivo-compulsivo | Holzer e cols., 1994; Leckman e cols., 1995; Miguel e cols., 1997; Rosário-Campos e cols., 2001 |
| Maior freqüência de fenômenos sensoriais | Leckman e cols., 1994; Miguel e cols., 1995, 1997, 2000 |
| Obsessões com temas sexuais e de agressão, colecionamento, rituais de contagem e simetria | Rasmussen e cols., 1986; Pitman, 1987; George e cols., 1993; Baer, 1994; Holzer e cols., 1994; Petter e cols., 1998; Leckman e cols., 1995; Eapen e cols., 1997; Zohar e cols., 1997 |
| Maior frequência de compulsões do tipo tic-like | George e cols., 1993; Holzer e cols., 1994; Leckman e cols., 1994, 1995, 1997; Miguel e cols., 1997; Eapen e cols., 1997; Petter e cols., 1998; Diniz e cols., 2006 |
| Maior carga genética | Rosário-Campos e cols., 2005; |
| Maior número e variedade de sintomas obsessivo-compulsivo | Miguel e cols., 1997 |
| Maior comorbidade com tricotilomania, transtorno dismórfico corporal, transtorno bipolar, transtorno do déficit de atenção com hiperatividade, fobia social e abuso de substâncias | Coffey e cols., 1998; Diniz e cols., 2004 |

Até o momento, alguns estudos compararam o perfil de pacientes com TOC associado a tiques e TOC sem tiques. Porém, estes estudos têm como foco avaliar poucas características clínicas, em sua maioria apenas o perfil dos SOC. O presente estudo apresenta algumas vantagens em relação aos demais: possui uma amostra maior de pacientes comparado aos estudos anteriores, avalia um maior número de características demográficas e clínicas, além de ser o primeiro a investigar dimensões de sintomas.
Os dois estudos mais recentes que investigam o perfil dos sintomas de pacientes com TOC associado a tiques e TOC sem tiques são os de Hanna e colaboradores (2002) e Scahill e colaboradores (2003). No primeiro estudo, 60 crianças ou adolescentes com TOC foram comparadas, e destas, 15 tinham comorbidades com transtorno de tiques. A comparação entre o grupo de pacientes com tiques versus os pacientes sem tiques foi feita utilizando a escala Children´s Yale-Brown Obsessive Compulsive Scale (CYBOCS) para avaliar categorias de obsessões e compulsões. Como resultado, os autores encontraram que não havia diferença entre os dois grupos com relação às sete categorias de obsessão, mas as compulsões de organização, colecionismo e limpeza, foram mais comuns no grupo de pacientes sem história de tiques. Os autores confirmam que o TOC associado a tiques deve ser diferenciado do TOC sem tiques em uma fase mais precoce pela presença de certos sintomas obsessivo-compulsivos.
Um estudo recente realizado por Scahill e colaboradores (2003) avaliou o impacto da idade e presença de tiques no perfil de SOC em uma amostra pediátrica composta por 80 crianças com TOC avaliadas em relação aos tipos de sintomas, idade de início do SOC, funcionalidade e presença de tiques. Dos 80 pacientes, 48 não tinham tiques e 32 tinham algum tique. Os resultados encontrados mais uma vez sugerem que o TOC sem tiques está mais ligado a sintomas de contaminação e lavagem, e que a presença de tiques está associada com rituais de repetição. Além disto, os resultados sugeriram que os pacientes sem tiques tiveram maiores índices de ansiedade. Um resultado bastante significativo deste estudo foi a não associação aparente entre início precoce dos sintomas (considerado menor que 10 anos) e história positiva de tiques.
Os resultados dos estudos citados acima apresentam mais semelhanças do que diferenças no perfil dos pacientes de TOC associado a tiques e TOC sem tiques. Algumas discrepâncias encontradas nesses estudos podem ser atribuídas a diferenças no tamanho das amostras, gravidade dos tiques e abordagens estatísticas utilizadas. De todos os estudos, apenas os de Hanna e colaboradores (2002) e Scahill e colaboradores (2003) discriminam pacientes por grupos de idade de início dos sintomas, avaliando pacientes que tiveram o início dos sintomas do TOC até os 18 anos. Porém, nenhum destes estudos avaliou apenas pacientes com início dos sintomas até os 10 anos, como faz o presente estudo. Além disso, este é o primeiro estudo que levou em consideração características clínicas tão diversas como perfil de comorbidades, dimensão de sintomas e história familiar, em uma amostra mais significativa. A seguir, na Tabela, estão dispostos os resultados destes estudos:
| Estudos que avaliaram diferenças clínicas entre pacientes com TOC com tiques versus TOC sem tiques \| Estudos \| Pacientes TOC com Tiques \| Pacientes TOC sem Tiques \| \| ---------------------- \| ----------------------------------------------------------------------------------------------------------------------------------------------------------------------------- \| --------------------------------------------------------------------------------------------- \| \| George e cols., 1993 \| - maior frequência de obsessões de simetria, sexuais e de agressão; - maior frequência de compulsões de tocar, piscar e fixar o olhar. \| - maior frequência de obsessões de contaminação; - maior frequência de compulsões de limpeza. \| \| Holzer e cols., 1994 \| - maior frequência de compulsões de tocar, piscar e fixar o olhar. \| - maior frequência de rituais de limpeza. \| \| Miguel e cols., 1995 \| - maior frequência de fenômenos sensoriais \| \| \| de Groot e cols., 1995 \| - maior frequência de obsessões somáticas, sexuais e de simetria; - maior frequência de compulsões de checagem, contagem, necessidade de tocar e esfregar. \| - maior frequência de obsessões de contaminação; - maior frequência de compulsões de limpeza. \| \| Leckman e cols., 1995 \| - maior frequência de obsessões de agressão, religião e sexuais; - maior frequência de compulsões de contagem, verificação, organização, necessidade de tocar e colecionismo. \| \| \| Miguel e cols., 1997 \| - maior frequência de fenômenos sensoriais \| \| \| Zohar e cols., 1997 \| - maior frequência de obsessões sexuais e religiosas. \| \| \| Petter e cols., 1998 \| - maior frequência de obsessões relacionadas à aparência; - maior frequência de compulsões de tocar, esfregar, fixar o olhar. \| - mais obsessões de contaminação; - mais compulsões de limpeza. \| \| Miguel e cols., 2000 \| - maior frequência de fenômenos sensoriais \| \| \| Cath e cols., 2000 \| \| - maior frequência de obsessões de contaminação; - maior frequência de compulsões de limpeza. \| \| Hanna e cols., 2002 \| \| - maior frequência de compulsões de organização, colecionismo e limpeza. \| \| Scahill e cols., 2003 \| - maior frequência de rituais de repetição. \| - maior frequência de obsessões de contaminação; - maior frequência de compulsões de lavagem. \| \| Diniz e cols., 2004 \| - maior frequência de obsessões somáticas \| \| | Estudos que avaliaram diferenças clínicas entre pacientes com TOC com tiques versus TOC sem tiques \| Estudos \| Pacientes TOC com Tiques \| Pacientes TOC sem Tiques \| \| ---------------------- \| ----------------------------------------------------------------------------------------------------------------------------------------------------------------------------- \| --------------------------------------------------------------------------------------------- \| \| George e cols., 1993 \| - maior frequência de obsessões de simetria, sexuais e de agressão; - maior frequência de compulsões de tocar, piscar e fixar o olhar. \| - maior frequência de obsessões de contaminação; - maior frequência de compulsões de limpeza. \| \| Holzer e cols., 1994 \| - maior frequência de compulsões de tocar, piscar e fixar o olhar. \| - maior frequência de rituais de limpeza. \| \| Miguel e cols., 1995 \| - maior frequência de fenômenos sensoriais \| \| \| de Groot e cols., 1995 \| - maior frequência de obsessões somáticas, sexuais e de simetria; - maior frequência de compulsões de checagem, contagem, necessidade de tocar e esfregar. \| - maior frequência de obsessões de contaminação; - maior frequência de compulsões de limpeza. \| \| Leckman e cols., 1995 \| - maior frequência de obsessões de agressão, religião e sexuais; - maior frequência de compulsões de contagem, verificação, organização, necessidade de tocar e colecionismo. \| \| \| Miguel e cols., 1997 \| - maior frequência de fenômenos sensoriais \| \| \| Zohar e cols., 1997 \| - maior frequência de obsessões sexuais e religiosas. \| \| \| Petter e cols., 1998 \| - maior frequência de obsessões relacionadas à aparência; - maior frequência de compulsões de tocar, esfregar, fixar o olhar. \| - mais obsessões de contaminação; - mais compulsões de limpeza. \| \| Miguel e cols., 2000 \| - maior frequência de fenômenos sensoriais \| \| \| Cath e cols., 2000 \| \| - maior frequência de obsessões de contaminação; - maior frequência de compulsões de limpeza. \| \| Hanna e cols., 2002 \| \| - maior frequência de compulsões de organização, colecionismo e limpeza. \| \| Scahill e cols., 2003 \| - maior frequência de rituais de repetição. \| - maior frequência de obsessões de contaminação; - maior frequência de compulsões de lavagem. \| \| Diniz e cols., 2004 \| - maior frequência de obsessões somáticas \| \| |                                                                                               |
| Estudos | Pacientes TOC com Tiques | Pacientes TOC sem Tiques                                                                      |
| --- | --- | --------------------------------------------------------------------------------------------- |
| George e cols., 1993 | - maior frequência de obsessões de simetria, sexuais e de agressão; - maior frequência de compulsões de tocar, piscar e fixar o olhar. | - maior frequência de obsessões de contaminação; - maior frequência de compulsões de limpeza. |
| Holzer e cols., 1994 | - maior frequência de compulsões de tocar, piscar e fixar o olhar. | - maior frequência de rituais de limpeza.                                                     |
| Miguel e cols., 1995 | - maior frequência de fenômenos sensoriais |                                                                                               |
| de Groot e cols., 1995 | - maior frequência de obsessões somáticas, sexuais e de simetria; - maior frequência de compulsões de checagem, contagem, necessidade de tocar e esfregar. | - maior frequência de obsessões de contaminação; - maior frequência de compulsões de limpeza. |
| Leckman e cols., 1995 | - maior frequência de obsessões de agressão, religião e sexuais; - maior frequência de compulsões de contagem, verificação, organização, necessidade de tocar e colecionismo. |                                                                                               |
| Miguel e cols., 1997 | - maior frequência de fenômenos sensoriais |                                                                                               |
| Zohar e cols., 1997 | - maior frequência de obsessões sexuais e religiosas. |                                                                                               |
| Petter e cols., 1998 | - maior frequência de obsessões relacionadas à aparência; - maior frequência de compulsões de tocar, esfregar, fixar o olhar. | - mais obsessões de contaminação; - mais compulsões de limpeza.                               |
| Miguel e cols., 2000 | - maior frequência de fenômenos sensoriais |                                                                                               |
| Cath e cols., 2000 | | - maior frequência de obsessões de contaminação; - maior frequência de compulsões de limpeza. |
| Hanna e cols., 2002 | | - maior frequência de compulsões de organização, colecionismo e limpeza.                      |
| Scahill e cols., 2003 | - maior frequência de rituais de repetição. | - maior frequência de obsessões de contaminação; - maior frequência de compulsões de lavagem. |
| Diniz e cols., 2004 | - maior frequência de obsessões somáticas |                                                                                               |